# Novoapoštolská církev
Novoapoštolská církev v České republice je součástí celosvětové Novoapoštolské církve. Její kořeny sahají do Anglie první třetiny 19. století, současnou podobu získala až koncem 19. století v Německu.
V českých zemích církev začala působit na počátku 20. století hlavně mezi německojazyčným obyvatelstvem, proto se po druhé světové válce počítalo s její likvidací. Po dlouhých jednáních byla nicméně v roce 1956 státem uznána, působení však bylo omezeno a církev byla spravována ze zahraničí, což znesnadňovalo její praktický život. Po roce 1989 byla církev obnovena a v době na počátku 21. století působí na celkem 7 místech: Brno, Hlučín, Liberec, Nejdek, Olomouc, Praha, Teplice. Web církve uvádí konání bohoslužeb v německém a českém jazyce.
Dle rejstříku MK ČR má přiznána zvláštní práva.

## Věrouka
Církev se nachází na pomezí mezi katolictvím a probuzeneckým křesťanstvím, tzv. katolicko-apoštolských obcí. Hnutí se ustavilo v Anglii rozšířilo se do USA a Německa.
Důraz je kladen na druhý příchod Ježíše Krista (s očekáváním i ve 20. století), obnovu novozákonního vzoru církevních úřadů, duchovní dary a postupem času se vyvinula poměrně prostá podoba bohoslužby.
V současnosti je církev spravována asi 350 apoštoly v čele s devátým kmenovým apoštolem, Francouzem Jean-Lucem Schneiderem (*1959).